# عزلة الجفرة (صعدة)

تعديل مصدري - تعديل

عزلة الجفرة هي إحدى عزل مديرية الحشوة في محافظة صعدة اليمنية ويبلغ تعداد سكانها 2084 نسمة حسب التعداد السكاني في اليمن لعام 2004.